# التصوير الطبي للجينوم
يتضمن التصوير الطبي للجينوم علاقة معلومات التصوير الطبي ببيانات الجينوم. ومنذ مطلع القرن العشرين والصور الطبية التي تجرى من خلال الأشعة يتم استخدامها على نطاق واسع في تشخيص الأمراض وأيضًا تم استخدامها بنجاح في تشخيص الظروف التي تؤثر على كل عضو من أعضاء الإنسان وتؤثر كذلك على نوع الأنسجة في جسم الإنسان. وهذا التأثير بسبب ارتباط تصوير الأنسجة بعلم أمراض الأنسجة. وبالإضافة إلى أن البيانات التي تؤخذ من علم الجينوم في العشرين عامًا الماضية، والتي تشمل مصفوفة دنا الصغيرة وميكرو حمض ريبي النووي (miRNA) وحمض ريبي النووي المتتابع (RNA-Seq) تسمح بإمكانية وجود روابط جديدة بين علم الجينوم الخلوي وبين تصوير نطاق الأنسجة.

## الممارسة والتطبيقات
يمكن استخدام علم الجينوم الإشعاعي في إنشاء صورة أو تصور للعلامات والمؤشرات الحيوية التي من الممكن استخدامها في تحديد جينوم المرض، خصوصًا مرض السرطان دون إجراء خزعة. ويتم استخدام التقنيات المختلفة للتعامل مع بيانات الأبعاد العليا للعثور على الروابط الإحصائية الملموسة بين التصوير بالرنين المغناطيسي والتصوير المقطعي الحاسوبي وسمات التصوير المقطعي بالإصدار البوزيتروني وجينات المرض والتي تشمل التحليل الهام للمصفوفة الصغيرة ومصاصي الدماء والتحليل الجيني لمجموعة الإخصاب.
وقد أثبت منهج التصوير الطبي للجينوم نجاحه  in في تحديد نوع النمط الظاهري لعملية التصوير بالرنين المغناطيسي والمرتبطة بجينات ورم أرومي دبقي وهو نوع من أنواع الورم العدواني الذي يصيب المخ وتكون ظواهره منخفضة وغير ظاهرة. وتم نشر الدراسة الأولى للتصوير عن طريق الرنين المغناطيسي الأول على نطاق واسع وكذلك ميكرو حمض ريبي النووي- وحمض ريبي النووي في (جي بي إم) وتم نشرها من قبل زين وآخرين.وأجريت في عام 2011  دراسات مشابهة على سرطان الكبد بشكل ناجح بتحديد العديد من جينوم سرطان الكبد من خلال مميزات التصوير من غير الدخول للكبد.
وهناك برامج نشطة وفعالة تعكف على دراسة الروابط والصلات بين التصوير الطبي بالأشعة وعلم الجينوم، وهذه الدراسة تتم بشكل نشط في جامعة كاليفورنيا ومركز أندرسون الطبي للسرطان وكذلك في كلية طب بايلور في هيوستن، تكساس.

## كتابات أخرى
- Zinn، Pascal O.؛ Sathyan، Pratheesh؛ Mahajan، Bhanu؛ Bruyere، John؛ Hegi، Monika؛ Majumder، Sadhan؛ Colen، Rivka R. (2012). Lesniak، Maciej S (المحرر). "A Novel Volume-Age-KPS (VAK) Glioblastoma Classification Identifies a Prognostic Cognate microRNA-Gene Signature". PLoS ONE. DOI:10.1371/journal.pone.0041522.{{استشهاد بدورية محكمة}}:  صيانة الاستشهاد: دوي مجاني غير معلم (link)
- Segal، Eran؛ Sirlin، Claude B؛ Ooi، Clara؛ Adler، Adam S؛ Gollub، Jeremy؛ Chen، Xin؛ Chan، Bryan K؛ Matcuk، George R؛ Barry، Christopher T (2007). "Decoding global gene expression programs in liver cancer by noninvasive imaging". Nature Biotechnology. ج. 25 ع. 6: 675–80. DOI:10.1038/nbt1306. PMID:17515910.